# Jia
Jia – wykonywane z gliny lub z brązu rytualne naczynie do wina, używane w starożytnych Chinach (epoki Shang i Zhou).
Naczynia typu jia służyły do wylewania wina na ziemię podczas składania ofiar przodkom. Miały postać głębokiego naczynia przypominającego kubek z uchem, wspartego na trzech lub czterech nogach i z dwoma symetrycznie ułożonymi wypustkami u góry, służącymi prawdopodobnie do zawieszania nad paleniskiem. Zdobiono je zazwyczaj motywem taotie. 
Pierwsze jia pojawiły się w okresie chińskiego neolitu (5000-2000 p.n.e.). Na powszechną skalę używano ich w czasach dynastii Shang i we wczesnej epoce Zhou, później straciły na popularności na rzecz innych naczyń.